# David FitzGerald
David FitzGerald (* um 1103; † 8. Mai 1176) war ein cambronormannischer Bischof von St Davids.

## Herkunft
David war ein Sohn des normannischen Barons Gerald of Windsor und seiner walisischen Frau Nest ferch Rhys, einer Tochter des walisischen Königs Rhys ap Tewdwr. Über seine Mutter hatte er zahlreiche Brüder und Halbbrüder, darunter William of Carew, Maurice FitzGerald und Robert FitzStephen.

## Karriere als Geistlicher
David schlug eine geistliche Laufbahn ein. Beim Tod von Bischof Bernard 1148 war er Kanoniker an der Kathedrale von St Davids und Archidiakon von Cardigan. Bischof Bernard hatte bis zu seinem Tod versucht, nicht das Primat des Erzbischofs von Canterbury anerkennen zu müssen. Stattdessen wollte er die Anerkennung des Bischofs von St Davids als Metropolit von Wales erhalten. Die Kanoniker der Kathedrale waren bei der Suche nach einem Nachfolger gespalten in ein Lager, das einen Waliser zum Bischof wählen wollte, und in ein Lager, das dagegen war. Zusätzlich waren sie gespalten in der Haltung gegen den Erzbischof von Canterbury. Theobald von Bec, der Erzbischof von Canterbury, berief die Kanoniker schließlich in den Lambeth Palace in London, um einen neuen Bischof zu wählen. Er konnte eine Gruppe der Kanoniker für die Wahl Davids überzeugen. Als Cambro-Normanne war David ein Kompromiss für die beiden Lager, und für den Erzbischof war er der geeignete Kandidat, da David die Vorrangstellung des Erzbischofs nicht in Frage stellte. Dies bewies David durch sein umfangreiches Gehorsamsversprechen während seiner Weihe am 19. Dezember 1148 in Canterbury. Somit hatte sich der Erzbischof gegenüber den Walisern durchgesetzt.

## Bischof von St Davids
Obwohl er durch seine Familie gute Verbindungen sowohl zu walisischen Fürsten als auch zur anglonormannischen Herrscherschicht hatte, blieb David oft unpolitisch. Er setzte sich nur 1167 für seinen Halbbruder Robert FitzStephen ein, als dieser in Gefangenschaft von Rhys ap Gruffydd von Deheubarth geraten war. Dies hatte weitreichende Folgen, denn Rhys ließ Robert FitzStephen nur unter der Auflage frei, sich an der anglonormannischen Invasion Irlands zu beteiligen. 1169 landete Robert FitzStephen dann tatsächlich als erster Anglonormanne in Irland. Auch zum Königshof hatte David nur selten Kontakt. Er nahm 1164 an der Versammlung teil, in der Heinrich II. die Constitutions of Clarendon erließ, und unterzeichnete diese. Als Heinrich II. im September 1171 nach Irland reiste, um seine Oberherrschaft über die dortigen anglonormannischen Eroberer durchzusetzen, machte der König nur einen kurzen Höflichkeitsbesuch in St Davids, wo er nicht übernachtete, sondern nur zum Essen blieb.
David wirkte hauptsächlich als lokaler Bischof, der sich mit größeren kirchlichen Fragen nur beschäftigte, wenn sie auch Wales betrafen. In seiner 26-jährigen Amtszeit war er nur bei einer anderen Bischofsweihe, der von Erzbischof Thomas Becket, zugegen. Er nahm 1163 am Konzil von Tours teil sowie als alter Mann 1175 am von Richard of Dover einberufenen Konzil von Westminster, wo es wieder um die Stellung der walisischen Diözesen ging. Mit Mühe konnte er die Übergabe einer Anklageschrift seines Kapitels, das sich über seine Amtsführung beschwerte, verhindern, und versprach der Delegation Besserung und Rückgabe von entfremdetem Kirchengut. David scheint zwar seine offiziellen Pflichten erfüllt zu haben, doch an weiteren Aktivitäten wurde er durch die Armut seines Bistums gehindert. Für seine Reise zum Konzil nach Tours musste er beispielsweise bei seinen eigenen Priestern eine Abgabe erheben. Trotzdem übergab er seinem Bruder Maurice FitzGerald, den er als Verwalter des Bistums eingesetzt hatte, Teile des kirchlichen Grundbesitzes. In unerlaubter Missachtung des Kirchenrechts hatte er selbst eine Familie. Für die Aussteuer seiner Töchter vergab er weiteren Grundbesitz des Bistums, und sein Sohn Miles beteiligte sich an der Eroberung von Irland.
David wurde in der Kathedrale von St Davids begraben. Sein Neffe Giraldus Cambrensis erwähnte ihn in mehreren seiner Schriften. Zwar bewunderte er ihn, doch kritisierte er auch scharf Davids Heirat und die Versorgung von Kindern und Verwandten mit Kirchengut.